# Hanworth
Hanworth is een wijk in het Londense bestuurlijke gebied Hounslow, in de regio Groot-Londen.

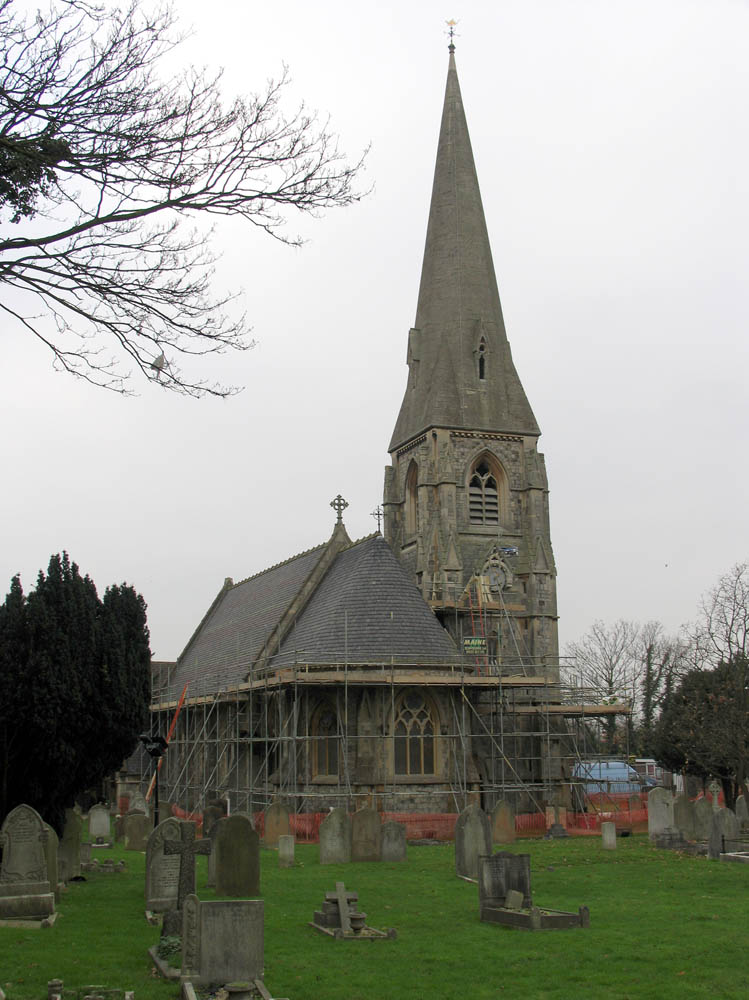
Kerk van St George (Castle Way)
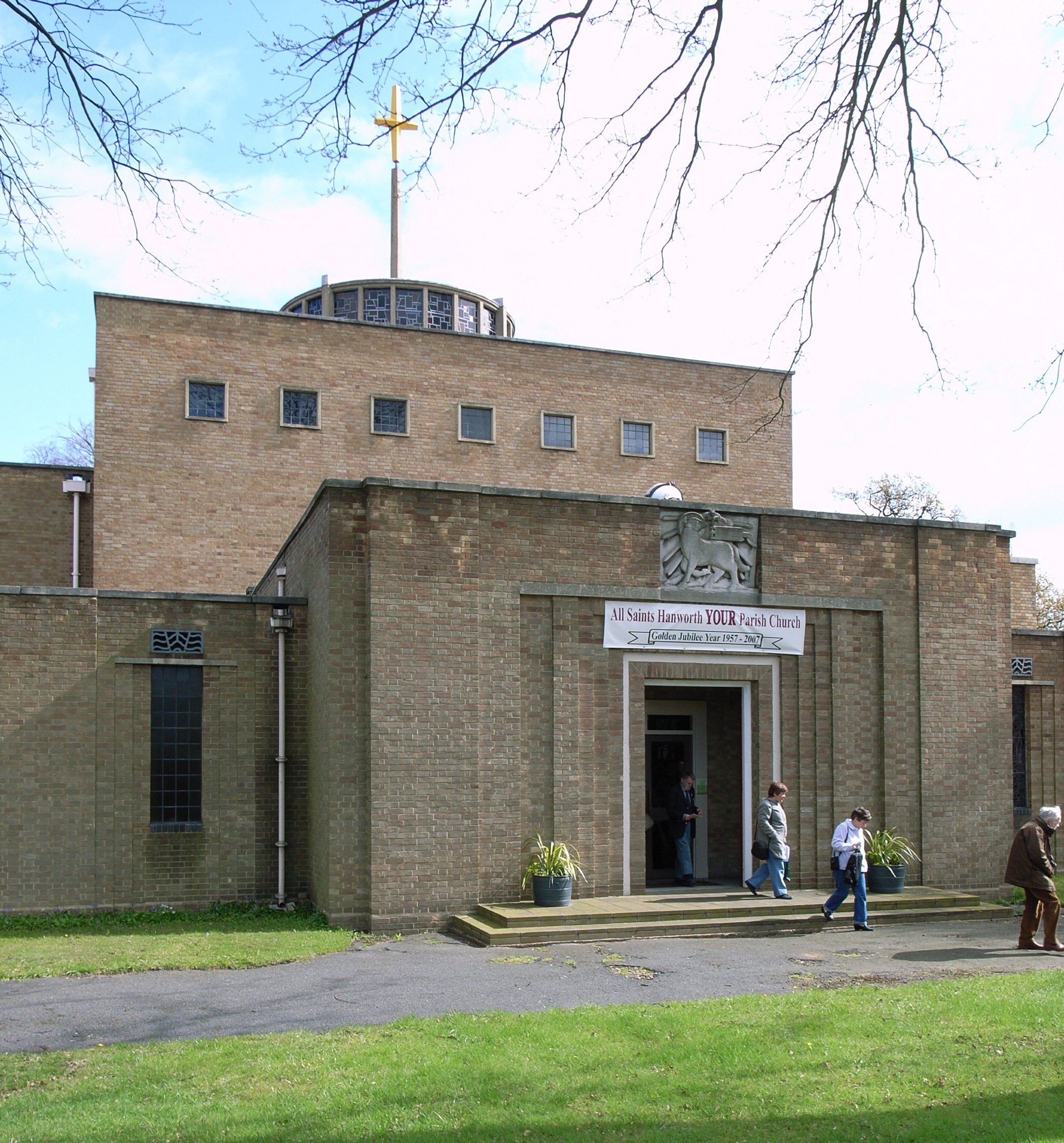
All Saints Church (Uxbridge Road)